# Asus ROG Ally
Das Asus ROG Ally ist eine Handheld-Konsole und wurde im April 2023 in den Markt eingeführt.

## Technische Daten

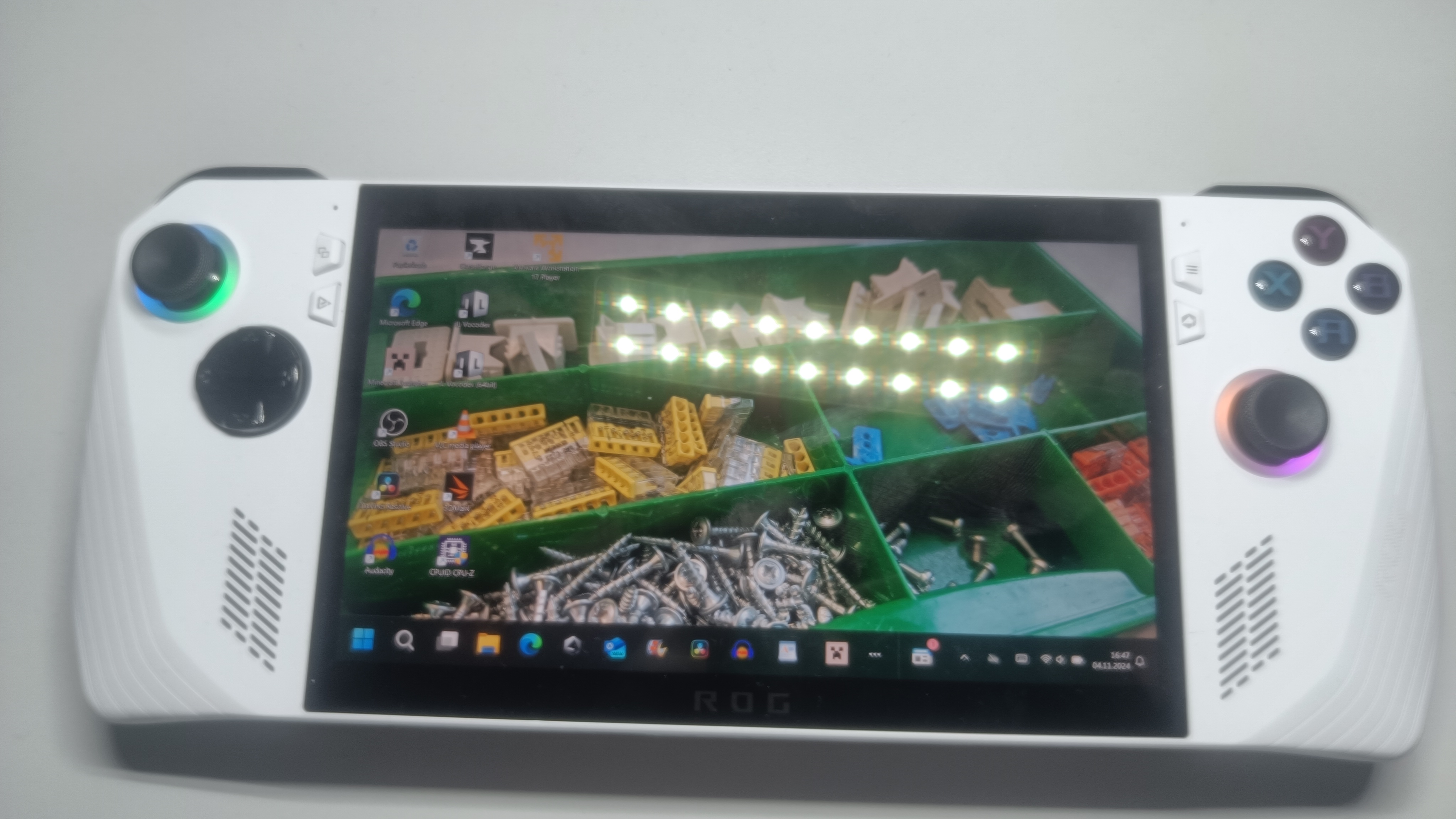
Asus ROG Ally (Z1 Extreme)

Das Asus ROG Ally wird mit Windows 11 Home ausgeliefert. Als CPU besitzt es (je nach Auswahl) einen AMD Ryzen Z1 (6 Kerne, 12 Threads 3,2 GHz bis 4,9 GHz) oder Z1 Extreme (8 Kerne, 16 Threads 3,3 GHz bis 5,1 GHz) mit jeweils einer iGPU (AMD Radeon Graphics) mit 4 CUs bzw. 12 CUs. Es hat 16 GB LPDDR5-6400 (Dual-Channel) Arbeitsspeicher und 512 GB SSD Speicher. Das Gerät besitzt ein Xbox-ähnliches Steuerungslayout und einen 7-Zoll-120-Hz-Full-HD-Touchscreen. Es ist möglich eine externe Grafikkarte anzuschließen. Seit 2024 gibt es das Asus ROG Ally X mit 24 GB Arbeitsspeicher und einer 1 TB SSD.